# Cappella di Santa Maria del Carmine e del Monte Libano
La cappella di Santa Maria del Carmine e del Monte Libano, anche nota come tempietto del Carmelo, era un piccolo luogo di culto cattolico della città di Roma, sconsacrato, nel rione Sant'Angelo, in piazza Costaguti.

## Storia
La cappella venne costruita nel 1759 per interessamento dei devoti della Vergine Maria che abitavano nell'area, e fu restaurata nel 1825, come ricorda l'iscrizione in parte leggibile sull'architrave:
(Iscrizione sull'architrave esterno)
Una lapide all'interno ricorda anche i restauri successivi, il primo a carico dei fedeli nel 1862 e il secondo nel 1876. Successivamente profanata, venne ristrutturata e restituita al culto nel 1892. Per lungo tempo, nel corso del XX secolo, il piccolo ambiente - sconsacrato - fu occupato da un ciabattino, per poi cadere in abbandono. Venne poi recuperato dalla Sovrintendenza Archeologica e sottoposto a restauro conservativo nel 2005, su progetto di Arianna Cajano.
Presso questa cappella, sulla pubblica piazza, nelle prime ore della sera, si svolgevano le prediche forzate per gli ebrei del vicino ghetto. A questo proposito l'Armellini aggiunge:
(Armellini, op. cit., p. 567)
Il tempietto si presenta come un'edicola monumentale addossata alla facciata del retrostante edificio, con pianta costituita dalla metà di un ovale; esso è coperto con semicupola poggiante su sei colonne e due semicolonne tuscaniche in travertino, ornata internamente con stucchi che incorniciano la Colomba dello Spirito Santo e che proseguono anche sulla faccia inferiore dell'architrave. Non vi sono più tracce né dell'immagine mariana, né dell'altare.